# Babtugai
Babtugai (en rus: Бавтугай) és un poble (un possiólok) del Daguestan, a Rússia, que el 2019 tenia 4.967 habitants. Pertany al districte rural de Kiziliurt.